# Pokrajina v Pratru (Waldmüller)
Pokrajina v Pratru je slika v olju na plošči nemškega slikarja iz bidermajerskega obdobja Ferdinanda Georga Waldmüllerja. Je prva v seriji približno desetih majhnih in štirih večjih Auparthij iz dunajskega Pratra.
Zelenilo travnika se mirno razteza v svetlo daljavo pod množico listja brestov. Obzorje je presenetljivo nizko, zaznamovano z novimi stanovanjskimi bloki dunajskega Leopoldstadta.
Waldmüllerjeve krajine so manj številne v primerjavi s portreti in žanrskimi slikami, vendar ne po pomembnosti. Kažejo, da je dosledno slikanje na prostem še vedno mogoče, tudi če se odpoveste subjektivno poudarjeni, spontani potezi čopiča, da bi ohranili majhne podrobnosti.